# Phaenocarpa supramedia
Phaenocarpa supramedia är en stekelart som beskrevs av Fischer 1974. Phaenocarpa supramedia ingår i släktet Phaenocarpa och familjen bracksteklar. Inga underarter finns listade i Catalogue of Life.